# 오스미 요시노리
오스미 요시노리(일본어: 大隅 良典, 1945년 2월 9일 ~ )는 일본의 생물학자이다.
종합연구대학원대학 명예교수, 기초 생물학 연구소 명예교수, 도쿄 과학대학 프런티어 연구기구 특임교수이자 영예교수이며, 기초 생물학 연구소 교수, 종합연구대학원대학 생명과학연구과 교수 등을 역임했다. 2016년에 오토파지의 메커니즘을 발견한 공로로 노벨 생리학·의학상을 수상했다.

## 주요 경력
- 1957년: 후쿠오카 시립 가시이 초등학교 졸업
- 1960년: 가시이 중학교(현 가시이 제1중학교) 졸업[1]
- 1963년: 후쿠오카 현립 후쿠오카 고등학교 졸업
- 1967년: 도쿄 대학 교양학부 졸업
- 1972년: 도쿄 대학 대학원 이학계 연구과 박사과정 수료
- 1974년: 록펠러 대학교 박사연구원
- 1977년: 도쿄 대학 이학부 조수
- 1986년: 도쿄 대학 이학부 강사
- 1988년: 도쿄대학 교양학부 조교수
- 1996년: 기초 생물학 연구소 교수
- 2004년: 종합연구대학원대학 생명과학연구과 교수
- 2009년: 기초 생물학 연구소 명예교수
- 2009년: 종합연구대학원대학 명예교수
- 2009년: 도쿄 공업대학 통합연구원 특임교수
- 2014년: 도쿄 공업대학 영예교수[2]

## 상훈
- 2015년: 문화공로자
- 2016년: 문화훈장[3]
- 2016년: 후쿠오카현 현민 영예상
- 2016년: 후쿠오카시 명예시민
- 2016년: 가나가와현 오이소정 명예정민

## 같이 보기
- 세포생물학
- 오토파지
- 자연과학연구기구
- 종합연구대학원대학